# Sal Da Vinci

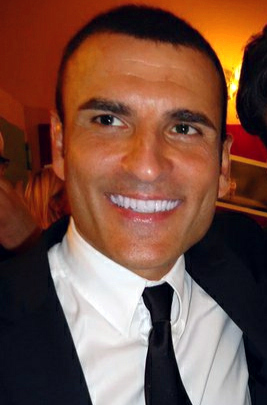
Sal Da Vinci (2011)

Sal Da Vinci (* 7. April 1969 als Salvatore Michael Sorrentino in New York) ist ein italienisch-amerikanischer Sänger und Schauspieler.

## Karriere
Salvatore Michael Sorrentino wurde als Sohn von Mario Da Vinci (Alfonso Sorrentino), einem neapolitanischen Sänger und Schauspieler, in New York geboren, als sein Vater sich auf einer Amerikatournee befand. Auch Salvatore, kurz „Sal“, begann in jungen Jahren mit dem Singen und Schauspielern und stand schon im Alter von sechs Jahren auf der Bühne. In den 1970er- und 1980er-Jahren war Sal Da Vinci vielfach auf Alben seines Vaters zu hören und spielte in mehreren Filmen mit, etwa an der Seite von Carlo Verdone und Alberto Sordi. Sein erstes Soloalbum veröffentlichte er bereits 1981 mit ’O guappo ’nnammurato.
Schließlich erhielt Sal Da Vinci 1993 einen Plattenvertrag bei Dischi Ricordi, wo er im Jahr darauf mit dem Album Sal Da Vinci debütierte. Ein früher Erfolg gelang ihm mit dem Lied Vera, das 1996 in der spanischen Version Vida von Marcos Llunas in Südamerika populär war. Neben regelmäßigen Albumveröffentlichungen bei wechselnden Musiklabels war Sal Da Vinci auch viel im Theater zu sehen, angefangen 1999 mit der Musikkomödie Opera Buffa del Giovedì Santo. Nach ersten Erfahrungen im Fernsehen nahm Sal Da Vinci am Sanremo-Festival 2009 teil, wo er mit dem Lied Non riesco a farti innamorare den dritten Platz erreichen und sich endgültig einen Namen beim großen Publikum machen konnte.
Es folgten weitere erfolgreiche Alben und Theaterprojekte, bei denen er mit namhaften Songwritern und Musikern zusammenarbeitete, etwa Maurizio Fabrizio, Gaetano Curreri, Clementino, Ornella Vanoni, Gigi D’Alessio, Sergej Ćetković oder Renato Zero. 2024 gelang Sal Da Vinci mit dem Lied Rossetto e caffè ein viraler Erfolg auf TikTok, wodurch er erstmals in die Top drei der italienischen Charts vorstoßen konnte.

## Diskografie

### Alben
| Jahr | Titel Musiklabel                                | Höchstplatzierung, Gesamtwochen, AuszeichnungChartsChartplatzierungen (Jahr, Titel, Musiklabel, Platzierungen, Wochen, Auszeichnungen, Anmerkungen) | Anmerkungen        |
| Jahr | Titel Musiklabel                                | IT | Anmerkungen        |
| ---- | ----------------------------------------------- | --- | ------------------ |
| 1981 | ’O guappo ’nnammurato La Canzonetta             | — |                    |
| 1994 | Sal Da Vinci Ricordi                            | — |                    |
| 1996 | Un po’ di noi Ricordi                           | — |                    |
| 1998 | Solo EMI                                        | — |                    |
| 2005 | Anime napoletane Easy Records                   | — |                    |
| 2008 | Canto per amore GGD                             | IT94 (1 Wo.)IT |                    |
| 2009 | Non riesco a farti innamorare GGD               | IT19 Gold · (13 Wo.)IT | Verkäufe: + 35.000 |
| 2010 | Il mercante di stelle Sony                      | IT20 (12 Wo.)IT |                    |
| 2012 | È così che gira il mondo Sony                   | IT12 (5 Wo.)IT |                    |
| 2014 | Se amore è Universal                            | IT12 (8 Wo.)IT |                    |
| 2016 | Non si fanno prigionieri Cose Production        | IT47 (1 Wo.)IT |                    |
| 2019 | Sinfonie in Sal maggiore – Live Cose Production | — |                    |
| 2019 | Siamo gocce di mare SDV                         | — |                    |

### Singles (Auswahl)
| Jahr | Titel Album                   | Höchstplatzierung, Gesamtwochen, AuszeichnungChartsChartplatzierungen (Jahr, Titel, Album, Platzierungen, Wochen, Auszeichnungen, Anmerkungen) | Anmerkungen         |
| Jahr | Titel Album                   | IT | Anmerkungen         |
| ---- | ----------------------------- | --- | ------------------- |
| 2009 | Non riesco a farti innamorare | IT17 (3 Wo.)IT |                     |
| 2024 | Rossetto e caffè –            | IT3 ×2Doppelplatin · (… Wo.)IT | Verkäufe: + 200.000 |

## Belege
1. 1 2  Biografia di Sal Da Vinci. In: Rockol.it. Abgerufen am 30. November 2024 (italienisch).
2. ↑  ’O guappo ’nnammurato bei Discogs, abgerufen am 1. Dezember 2024.
3. ↑  Biografia. Sal Da Vinci, abgerufen am 30. November 2024 (italienisch).
4. ↑  Vincenzo Nasto: Rossetto e Caffè di Sal Da Vinci è la sorpresa di TikTok in un’estate con pochi tormentoni. In: Fanpage.it. 30. August 2024, abgerufen am 30. November 2024 (italienisch).
5. ↑  Chartquellen (Alben):
  - Guido Racca & Chartitalia: Top 100 FIMI Album. Lulu, 2013, S. 94.
  - Alben von Sal Da Vinci. In: Italiancharts.com. Hung Medien, abgerufen am 1. Dezember 2024.
6. 1 2  Certificazioni. FIMI, abgerufen am 30. November 2024 (italienisch).
7. ↑  Chartquellen (Singles):
  - Guido Racca & Chartitalia: Top 100 FIMI Singoli. Lulu, 2013, S. 82.
  - Archivio classifiche Top Singoli. FIMI, abgerufen am 1. Januar 2025 (italienisch).

| Personendaten    | Personendaten                                      |
| ---------------- | -------------------------------------------------- |
| NAME             | Da Vinci, Sal                                      |
| ALTERNATIVNAMEN  | Sorrentino, Salvatore Michael (Geburtsname)        |
| KURZBESCHREIBUNG | italienisch-amerikanischer Sänger und Schauspieler |
| GEBURTSDATUM     | 7. April 1969                                      |
| GEBURTSORT       | New York                                           |